# Малгося Бела
Малгося Бела (пол. Małgosia Bela) — польська модель, акторка та редакторка польського видання журналу «Vogue». Акторський дебют здійснила у 2004 році в польському фільмі «Ono» Малгожати Шумовської.